# أم المناشير (الدوادمي)
مركز أم المناشير هو مركزٌ إداري تابعٌ لمحافظة الدوادمي في منطقة الرياض ، ويصنف من فئة (ب) ورمزها 1140.